# 拉日什杜皮庫

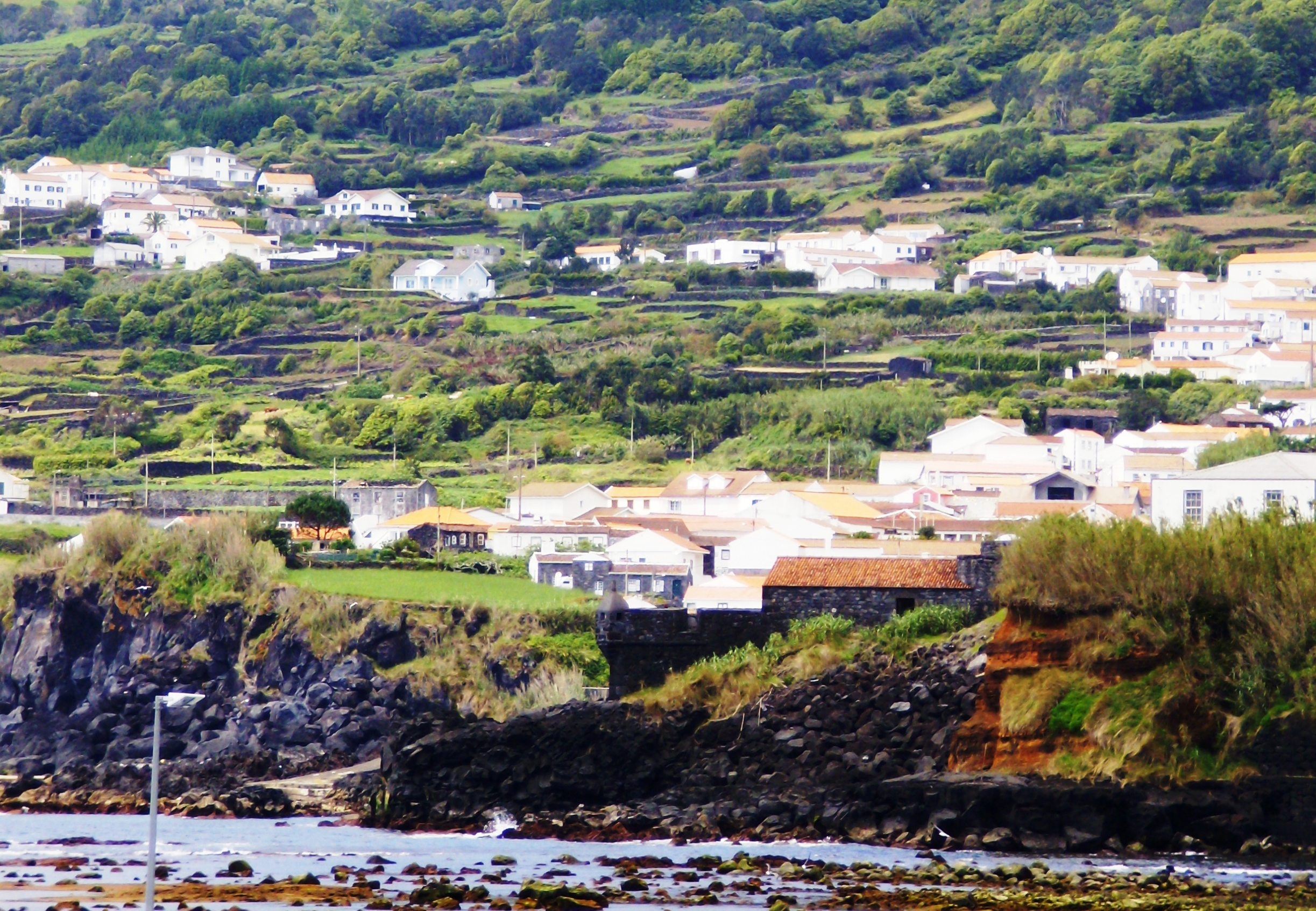

拉日什杜皮庫（葡萄牙語：Lajes do Pico，葡萄牙語發音：[ˈlaʒɨʒ ðu ˈpiku] ⓘ）是葡萄牙的市镇，位於亞速爾群島的皮庫島，始建於1501年，面積154.3平方公里，海拔高度350米，2011年人口4,711，人口密度每平方公里30.52人。
38°23′49″N 28°13′56″W / 38.39694°N 28.23222°W